# Drag Chuchi
Drag Chuchi, nombre artístico de Pedro Alberto Bethencourt Guerra (Las Palmas, 15 de junio de 1990), es una drag queen y artista multidisciplinar española, conocida por ser la ganadora de la Gala Drag Queen de Las Palmas de Gran Canaria en 2019, así como por competir en la tercera temporada de Drag Race España.

## Carrera
Drag Chuchi compitió en 2019 en la Gala Drag Queen de Las Palmas de Gran Canaria, convirtiéndose ese año en el ganador de la gala, gracias a su espectáculo «Repite mi nombre».
En 2022 se instaló una gran lona de 833 metros con su imagen en la calle Goya, en Madrid, para promocionar la Gala Drag de Las Palmas de Gran Canaria. Ese mismo año volvió a actuar en la Gala Drag, inspirando esta vez su actuación en los incendios de Gran Canaria.
En 2023, Chuchi se unió a la competencia de telerrealidad Drag Race España en su tercera temporada, que comenzó a emitirse el 16 de abril de 2023. En el primer episodio Chuchi fue nominada junto a la también concursante María Edilia para la eliminación, por lo que el programa enfrentó a ambas a una batalla de lip sync para permanecer en el programa, con la canción «Despechá» de Rosalía. Finalmente Drag Chuchi fue la vencedora, y María Edilia se convirtió en la primera eliminada de la temporada. En el segundo episodio fue nominada de nuevo a la eliminación tras las malas críticas de los jueces, enfrentándose en esta ocasión contra Vaina Vainilla con la canción «La noche es para mí» es de Soraya. Finalmente Vania fue declarada la vencedora del lipsync y Chuchi se convirtió en la segunda expulsada.

## Filmografía

### Televisión
| año  | título           | papel      | notas       |
| ---- | ---------------- | ---------- | ----------- |
| 2023 | Drag Race España | Ella misma | 3 episodios |
| 2023 | Tras la carrera  | Ella misma | 1 episodio  |

## Discografía

### Sencillos
| Año  | Título          |
| ---- | --------------- |
| 2022 | «Yo te lo dije» |

## Teatro
- El Gran Hotel de las Reinas (2023)[19]